# Лоропени
 Лоропени је трговачки град у општини Гауа, покрајина Пони на југу Буркине Фасо (регија Југозапад), у близини границе с Обалом Слоноваче. Према попису из 2006. године, град је бројао 45.297 становника.
Град је најпознатији по каменим рушевинама из преколонијалног периода (старе око 1000 година), о којима се веома мало зна. Према једној теорији, оне су остаци античког двора краља Каан Иyа (митског владара народа Каан). Према другој то је насеље народа Лохрон или Куланго, који су од 14. до 17. века контролисали експлоатацију злата из околине. Утврђено насеље је најмање седам векова просперирало од експлоатације злата у том подручју које је извожено у удаљена трговачка средишта као што су Ђене, Мопти и Тимбукту. Својом величином и начином градње се јако разликује од осталих сличних грађевина у данашњој Нигерији, или градова горњег тока Нигера (Гана, Мали и Сонгај). Сличне, али у још горем стању, су рушевине око краљевског двора у Обиреу, који је био престоница народа Ган.
Рушевине зидина Лоропенија, површине 11.130 м², су уписане на УНЕСКО-в списак места Светске баштине у Африци као "најбоље сачувано праисторијско утврђено насеље западне Африке".